# Глиняный мост
«Глиняный мост» (англ. Bridge of Clay) — роман австралийского писателя Маркуса Зусака, изданный в 2018 году. Это история о нелёгкой судьбе семьи Данбар: о пяти братьях, попавших в водоворот взрослой жизни, которые выживают без родителей.

## Сюжет
История начинается с описания быта пяти парней Данбар, которые живут без родителей. Вскоре возвращается отец, который когда-то их оставил. У него странная просьба — он хочет, чтобы сыновья построили с ним мост.
Далее читателю становится известно, что обидевшись на отца, за то что он их бросил, братья прозвали его не иначе, как «Убийца». И что теперь хочет от них Убийца, братьям только предстоит узнать…
Откликается на просьбу отца только Клэй, мальчик, терзаемый давней тайной. Он бросает школу и едет с отцом.
Текст книги динамичен. Читатель узнает, почему отец бросил своих сыновей. Как он сам страдал в прошлом и почему не смог справиться со смертью своей любимой жены.
Их мать Пенелопа (Пенни) была иммигранткой из социалистической Польши. Её отец, носящий сталинские усы, в свое время понял, что ему не удастся прорваться сквозь железный занавес, и заранее начал готовить к побегу дочь. Девочка играла на пианино, ездила на различные конкурсы и выступления, а отец копил доллары и готовил поддельные документы. Когда Пенни достаточно выросла, он собрал ей чемоданчик с деньгами и документами и отправил в Вену, приказав не возвращаться. Там Пенни выправила себе документы, подучила язык и эмигрировала на другой континент. (Место и время действия не названы, но по косвенным признакам можно догадаться, что это маленький городок в Австралии начала 1990-х.) Мечты о карьере пианистки пришлось отложить. Пенни работала уборщицей, учила язык, окончила заочно колледж и потом даже преподавала в школе. Пианино она все же купила на сбережения и часто играла. Благодаря пианино она и познакомилась с будущим мужем Майклом.
Тот был скромным юношей, увлекался рисованием, писал портреты девушки, в которую был влюблен. Девушка потом исчезла, Майкл забросил рисование, стал строителем, делал ремонты, и так они случайно с Пенни и познакомились. Потом Пенни узнала о талантах Майкла, они поженились, купили дом, у них появились дети.
В главах о настоящем мы узнаем, как Клэй с отцом мужественно строят идеальный прочный мост из глины (так обыгрывается название романа: Клэй — глина), который бы выдержал любое затопление. И отец, и сын знают, что надвигается паводок, и за определённый срок нужно завершить мост. Они живут в полевых условиях, вдвоем придумывают план, готовят элементы, работают без устали.
В финальных главах Клэй завершает строительство, возвращается домой, и нам рассказывается, как умирала мать братьев. У неё был рак, она медленно угасала, после операции и химиотерапии ей дали полгода, но она боролась ещё три, пока перед самой смертью не попросилась домой, где и умерла среди сыновей и мужа.
В финале случается наводнение, братья все вместе наблюдают за мостом, как он выдерживает бурю. После этого Клэй уходит из дома, как бы оставляя за собой боль прошлого. Через несколько лет старший брат возвращается в старый дом, чтобы раскопать там старую печатную машинку и написать историю Клэя.

## Главные герои
- Мэтью Данбар — старший из братьев Данбар. От его лица ведется повествование.
- Рори Данбар — второй по старшинству.
- Генри Данбар — третий по старшинству.
- Клэйтон (Клэй) Данбар — четвёртый по старшинству. Именно он соглашается помочь отцу в строительстве моста.
- Томас (Томми) Данбар — младшенький.
- Майкл Данбар — отец братьев Данбар.
- Пенелопа Данбар (Лещчушко) — мать братьев Данбар.
- Вальдек Лещчушко — отец Пенелопы.
- Кэри Новак — соседка братьев Данбар, у которой с Клэем завязываются любовные отношения.
- Миссис Чилман — соседка братьев Данбар, которая постоянно их подкармливала и по возможности заботилась о них.
- Клаудия Киркби — учительница, которая становится женой Мэтью Данбар.

## Мировая пресса о романе «Глиняный мост»
«Книга, которая может изменить вашу жизнь»— New York Times

Маркус Зусак создал незабываемую сагу— US WEEKLY